# Tekken (spelserie)
Tekken (鉄拳? bokst. Järnnäve) är en TV-spelsserie i fightingspelssgenren utvecklat av det japanska spelföretaget Namco. Ursprungligen var spelet ett arkadspel, men har nu konverterat till Playstation, Playstation 2, Playstation Portable, Playstation 3, Xbox 360, Wonderswan och Game Boy Advance. Handlingen i varje spel i serien (med undantag från det icke-relaterade Tekken Tag Tournament) dokumenterar händelserna från den fiktiva kampsportsturneringen – The King of Iron Fist Tournament. Berättelserna talar även om vem som är regerande mästare och vad som hänt tidigare under turneringen för just den karaktären.
Turneringen anordnas alltid av ett finansiellt företag som kallas "Mishima Zaibatsu", där segraren får möjlighet att kontrollera bolaget (och fri att vara värd för nästa King of Iron Fist Tournament).
Det finns för närvarande åtta huvudsakliga delar i Tekken-serien.

## Historia
Tekken-serien är en av de första 3D-fightingspelen som gjorts. Det första spelet släpptes 1994, mindre än två år efter Virtua Fighter. Det finns sju uppföljare till spelet: Tekken 2, Tekken 3, Tekken Tag Tournament, Tekken 4, Tekken 5, Tekken 6 och Tekken 7. Det har även släppts uppdateringar av Tekken 5 och Tekken 6, med titlarna Tekken 5: Dark Resurrection och Tekken 6: Bloodline Rebellion.
I Tekken-serien ingår också Tekken Advance, en GBA version av Tekken 3 som släpptes till Game Boy Advance år 2001. Namco har inte släppt några fler spel till Game Boy på grund av sitt avtal med Sony. En PSP-version av Tekken 5: Dark Resurrection omdöptes till Tekken: Dark Resurrection och släpptes i Japan och USA under sommaren 2006. Den europeiska versionen släpptes 15 september 2006. Tekken Card Challenge släpptes endast på den japanska handhållna spelkonsolen Wonderswan.
Pocket Gamer har bekräftat att ett Tekken-spel kommer till Iphone och Ipod Touch.

## Spel i serien

### Huvudspel
| Version  | År   | Konsol | Kommentar |
| -------- | ---- | --- | --- |
| Tekken   | 1995 | Arkad (1994), Playstation 1, Playstation 2 (arkadversionen ingår i Tekken 5)                                          | |
| Tekken 2 | 1996 | Arkad (1995), Playstation 1, Playstation 2 (arkadversionen ingår i Tekken 5)                                          | Nya Karaktärer: Jun Kazama, Lei Wulong, Jack 2, Bruce Irwin, Baek Doo San, Roger, Alex, Angel |
| Tekken 3 | 1998 | Arkad (1997), Playstation 1 (nertonad fast med två extra karaktärer), Playstation 2 (arkadversionen ingår i Tekken 5) | Nya Karaktärer: Jin Kazama, King 2, Forest Law, Gun Jack, Julia Chang, Ling Xiaoyu, Kuma Jr, Panda, Hwoarang, Brian Fury, Eddy Gordo, Tiger Jackson, Mokujin, Br. Bosconovitch, Gon, Ogre, True Ogre |
| Tekken 4 | 2002 | Arkad (2001), Playstation 2                                                                                           | Nya karaktärer: Christie Monteiro, Steve Fox, Craig Marduk,Violet, Combot, Miharu Hirano |
| Tekken 5 | 2005 | Arkad (2004), Playstation 2                                                                                           | Nya karaktärer: Asuka Kazama, Feng Wei, Raven, Jack 5, Devil Jin, Roger Jr, Emilie "Lili" De Rochefort, Sergei Dragunov, Armor King 2, Jinpachi Mishima                                              |
| Tekken 6 | 2009 | Arkad (2007), Playstation 3 och Xbox 360                                                                              | Nya karaktärer: Eleonor "Leo" Kliesen, Zafina, Robert "Bob" Richards, Miguel Caballero Rojo, Jack 6, Lars Alexandersson, Alisa Bosconovitch, NANCY-MI847J, Azazel                                    |
| Tekken 7 | 2017 | Arkad (2015), konsol (2017)                                                                                           | Nya karaktärer: Katarina Alves, Claudio Serafino, Lucky Chloe, Shaheen, Gigas, Josie Rizal, Jack 7, Master Raven, Geese Howard, Noctis Lucis Caelum, Negan Akuma, Kazumi Mishima                     |

### Andra delar
| Version                  | År   | Konsol                                                             | Kommentar                                               |
| ------------------------ | ---- | ------------------------------------------------------------------ | ------------------------------------------------------- |
| Tekken Card Challenge    | 1999 | Wonderswan                                                         | Endast i Japan                                          |
| Tekken Tag Tournament    | 2000 | Arkad (1999), Playstation 2 (Förbättrad version av arkadversionen) | Nya karaktärer: Unknown och Tetsuijin                   |
| Tekken Advance           | 2002 | Gameboy Advance                                                    |                                                         |
| Death by Degrees         | 2005 | Playstation 2                                                      | Ett actionspel med Nina Williams som huvudperson        |
| Urban Reign              | 2005 | PlayStation 2                                                      | Ett actionspel med Paul Phoenix och Marshall Law        |
| Tekken 3D: Prime Edition | 2012 | Nintendo 3DS                                                       |                                                         |
| Street Fighter X Tekken  | 2012 | Playstation 3, Xbox 360, Windows, Playstation Vita, iOS            |                                                         |
| Tekken Tag Tournament 2  | 2012 | Arkad (2011) Playstation 3, Xbox 360, Wii U                        | Nya karaktärer: Sebastian, Slim Bob                     |
| Tekken Revolution        | 2013 | Playstation 3                                                      | Ett gratisspel som kan laddas ner via Playstation Store |
| Tekken X Street Fighter  | (NA) | (NA)                                                               |                                                         |

## Spelsätt
Som i de flesta andra fighting-spel väljer man en karaktär från ett land och slåss i olika delar av världen, antingen mot datorn eller mot en vän. Tekken skilde sig rätt mycket från tidigare fighting-spel, där knapparna representerade styrkan på slagen och sparkarna, som i Street Fighter. Tekken introducerade ett nytt sätt, nämligen en knapp för vänsterslag, en för högerslag, en för vänsterspark och en för högerspark. Till skillnad från Street Fighter, som kräver att man måste trycka så snabbt och rätt som möjligt, så saktar Tekken ner lite på tempot och involverar mer taktik, strategi och rytm istället för fart och reaktionsförmåga.
I det första Tekken-spelet skulle spelaren slåss i olika arenor. Namnet på platsen visades längst ner till höger på skärmen. De platser som fanns var Angkor Wat, Szechwan, Monument Valley, Chicago, Kyoto, Fiji, Windermere, Venezia, Akropolis, King George Island, och Chiba Marine Stadium. Senare Tekken-spel har inte med verkliga platser.
Tekken blev väldigt populärt tack vare att figurerna i spelet slogs med riktiga kampsportsstilar. I spelet är de inte exakt som i verkligheten, utan är mer till för att ge ett intryck av hur stilen är. Några av Tekken-figurerna är baserade på riktiga personer. Till exempel är Marshall och Forest Law båda baserade på kampsportslegenden Bruce Lee. Lei Wulong är baserad på Jackie Chan. Craig Marduk har inspirerats av Bill Goldberg, Nathan Jones och Bob Sapp. Raven är mystiskt lik skådespelaren Wesley Snipes, men Namco hävdar bestämt att det bara är av ren slump. Dessutom inspireras fighting-spel av varandra. Virtua Fighter och Tekken har alltid varit rivaler med varandra och vissa karaktärer är väldigt lika varandra.

### Element
Tekken-serien använder separata knappar för vänster och höger ben, vilket resulterar i fyra knappar. Varje spel har förbättrats både grafiskt och tekniskt. I Tekken 3 infördes möjligheten att röra sig på djupet – röra sig in i bakgrunden respektive förgrunden, kallas för att "kringgå". Tekken 3 minskade även återhämtningstiden från det att man hamnat på marken, vilket tillåter spelaren att snabbt börja slåss igen.

### Rundor
Som standard finns det två omgångar av strid. Men spelarna har ett val mellan ett och fem rundor, samt alternativ för hur lång tid varje runda ska vara. Om den vinnande karaktär behåller alla hans eller hennes hälsa utan att tiden har löpt ut, kommer speakern säga "perfekt!" Om den vinnande karaktären är nära att slås ut, kommer speakern säga "Great!" Det är möjligt att båda karaktärerna kan slås ut samtidigt, och speakern säger då "Double KO" Om tiden för rundan går ut kommer den karaktären som hade mest i hälsa att tilldelas segern. Om båda spelarna har lika hälsa kvar, kommer omgången bli oavgjort. I andra fall kommer speakern säga "KO" när en karaktär är besegrad eller "Double KO" när båda karaktärerna slagits ut samtidigt. I Arcade Mode, om en dubbel KO inträffar i sista omgången, vinner datorn automatiskt och spelet kommer att sluta om du inte vill fortsätta.

## Figurer i Tekken
| Nat                | Karaktär              | Tekken | Tekken 2 | Tekken 3 | Tekken Tag Tournament | Tekken Advance | Tekken 4 | Tekken 5 | Tekken 5: Dark Resurrection | Tekken 6 | Tekken 6: Bloodline Rebellion | Tekken 7 |
| ------------------ | --------------------- | ------ | -------- | -------- | --------------------- | -------------- | -------- | -------- | --------------------------- | -------- | ----------------------------- | -------- |
| Europeiska unionen | Alex                  | ✘      | ¹ ²      | ✘        | ¹ ²                   | ✘              | ✘        | ✘        | ✘                           | ✘        | ✘                             | ✘        |
| Ryssland           | Alisa Bosconovitch    | ✘      | ✘        | ✘        | ✘                     | ✘              | ✘        | ✘        | ✘                           |          |                               |          |
|                    | Angel                 | ✘      | ¹ ²      | ✘        | ¹ ²                   | ✘              | ✘        | ✘        | ✘                           | ✘        | ✘                             | ✘        |
| Irland             | Anna Williams         | ¹      | ¹        | ¹        |                       | ✘              | ✘ ³      | ¹        |                             |          |                               | ✘        |
| Mexiko             | Armor King (1)        | ¹      | ¹        | ✘ ⁴      |                       | ✘              | ✘ ⁴      | ✘ ⁵      | ✘                           | ✘        | ✘                             | ✘        |
| Mexiko             | Armor King (2)        | ✘      | ✘        | ✘        | ✘                     | ✘              | ✘        | ✘        |                             |          |                               | ✘        |
| Japan              | Asuka Kazama          | ✘      | ✘        | ✘        | ✘                     | ✘              | ✘        |          |                             |          |                               |          |
| Egypten            | Azazel                | ✘      | ✘        | ✘        | ✘                     | ✘              | ✘        | ✘        | ✘                           | ⁶        | ⁶                             | ✘        |
| Sydkorea           | Baek Doo San          | ✘      | ¹        | ✘        |                       | ✘              | ✘        | ¹        |                             |          |                               | ✘        |
| USA                | Bob                   | ✘      | ✘        | ✘        | ✘                     | ✘              | ✘        | ✘        | ✘                           |          |                               |          |
| USA                | Bruce Irvin           | ✘      | ¹        | ✘        | ¹                     | ✘              | ✘        | ¹        |                             |          |                               | ✘        |
| USA                | Bryan Fury            | ✘      | ✘        | ¹        |                       | ✘              | ¹        |          |                             |          |                               |          |
| Brasilien          | Christie Monteiro     | ✘      | ✘        | ✘        | ✘                     | ✘              |          |          |                             |          |                               | ✘        |
| Japan              | Combot                | ✘      | ✘        | ✘        | ✘                     | ✘              | ¹        | ✘        | ✘                           | ✘        | ✘                             | ✘        |
| Australien         | Craig Marduk          | ✘      | ✘        | ✘        | ✘                     | ✘              |          |          |                             |          |                               | ✘        |
| Japan              | Devil                 | ¹ ²    | ¹        | ✘ ⁴      | ¹                     | ✘              | ✘ ⁴      | ✘ ⁴      | ✘ ⁴                         | ✘        | ✘                             |          |
| Japan              | Devil Jin             | ✘      | ✘        | ✘ ⁴      | ✘ ⁴                   | ✘              | ✘ ⁴      | ¹        |                             |          |                               |          |
| Ryssland           | Dr. Boskonovitch      | ✘      | ✘ ⁴      | ⁷        | ✘ ⁴                   | ✘              | ✘ ⁴      | ✘ ⁴      | ✘ ⁴                         | ✘ ³      | ✘ ³                           | ✘        |
| Brasilien          | Eddy Gordo            | ✘      | ✘        | ✘        |                       |                | ✘        | ¹ ²      | ¹ ²                         |          |                               |          |
| Kina               | Feng Wei              | ✘      | ✘        | ✘        | ✘                     | ✘              | ✘        |          |                             |          |                               |          |
| USA                | Forest Law            | ✘ ⁴    | ✘        |          |                       |                | ✘        | ✘ ³      | ✘ ⁴                         | ✘ ⁴      | ✘ ⁴                           | ✘        |
| Japan              | Ganryu                | ¹      | ¹        | ✘        |                       | ✘              | ✘        | ¹        |                             |          |                               | ✘        |
|                    | Gon                   | ✘      | ✘        | ¹ ⁷      | ✘                     | ✘              | ✘        | ✘        | ✘                           | ✘        | ✘                             | ✘        |
| Ryssland           | Gun Jack              | ✘      | ✘        | ¹        |                       |                | ✘        | ✘ ⁴      | ✘ ⁴                         | ✘        | ✘                             | ✘        |
| Japan              | Heihachi Mishima      | ¹      |          | ¹        |                       | ¹              | ¹        | ¹        |                             |          |                               |          |
| Sydkorea           | Hwoarang              | ✘      | ✘        |          |                       |                |          |          |                             |          |                               |          |
| Ryssland           | Jack                  |        | ✘³       | ✘        | ✘                     | ✘              | ✘        | ✘        | ✘                           | ✘        | ✘                             | ✘        |
| Ryssland           | Jack-2                | ✘⁴     |          | ✘²       | ¹                     | ✘              | ✘        | ✘⁴       | ✘⁴                          | ✘        | ✘                             | ✘        |
| Ryssland           | Jack-5                | ✘      | ✘        | ✘        | ✘                     | ✘              | ✘        |          |                             | ✘³       | ✘³                            |          |
| Ryssland           | Jack-6                | ✘      | ✘        | ✘        | ✘                     | ✘              | ✘        | ✘        | ✘                           |          |                               | ✘        |
| Japan              | Jin Kazama            | ✘      | ✘        |          |                       |                | ¹        |          |                             |          |                               |          |
| Japan              | Jinpachi Mishima      | ✘      | ✘        | ✘        | ✘                     | ✘              | ✘        | ⁶        | ⁷                           | ✘        | ✘                             | ✘        |
| USA                | Julia Chang           | ✘      | ✘        | ¹        |                       |                | ¹        |          |                             |          |                               | ✘        |
| Japan              | Jun Kazama            | ✘      |          | ✘⁴       |                       | ✘              | ✘⁴       | ✘³       | ✘                           | ✘        | ✘³ ⁴                          | ✘        |
| Japan              | Kazuya Mishima        |        | ¹        | ✘⁴       | ¹                     | ✘              |          |          |                             |          |                               |          |
| Mexiko             | King (1)              |        |          | ✘³       | ✘                     | ✘              | ✘        | ✘        | ✘                           | ✘        | ✘                             |          |
| Mexiko             | King (2)              | ✘      | ✘        |          |                       |                |          |          |                             |          |                               |          |
| Japan              | Kuma (1)              | ¹      | ¹        | ✘        | ✘                     | ✘              | ✘        | ✘        | ✘                           | ✘        | ✘                             |          |
| Japan              | Kuma (2)              | ✘      | ✘        | ¹        | ¹                     | ✘              | ¹        | ¹        |                             |          |                               |          |
| Japan              | Kunimitsu             | ¹      | ¹        | ✘        | ¹                     | ✘              | ✘        | ✘        | ✘⁵                          | ✘        | ✘                             |          |
| Sverige            | Lars Alexandersson    | ✘      | ✘        | ✘        | ✘                     | ✘              | ✘        | ✘        | ✘                           |          |                               |          |
| Japan              | Lee Chaolan           | ¹      | ¹        | ✘        | ¹                     | ✘              | ¹        |          |                             |          |                               |          |
| Hongkong           | Lei Wulong            | ✘      |          |          |                       | ✘              | ¹        |          |                             |          |                               | ✘        |
| Tyskland           | Leo                   | ✘      | ✘        | ✘        | ✘                     | ✘              | ✘        | ✘        | ✘                           |          |                               |          |
| Monaco             | Lili                  | ✘      | ✘        | ✘        | ✘                     | ✘              | ✘        | ✘        |                             |          |                               |          |
| Kina               | Ling Xiaoyu           | ✘      | ✘        |          |                       |                |          |          |                             |          |                               |          |
| USA                | Marshall Law          |        |          | ✘⁴       | ✘                     | ✘              |          |          |                             |          |                               |          |
| USA                | Michelle Chang        |        |          | ✘⁴       |                       |                |          | ✘³       | ✘³                          | ✘        | ✘                             | ✘        |
| Spanien            | Miguel Caballero Rojo | ✘      | ✘        | ✘        | ✘                     | ✘              | ✘        | ✘        | ✘                           |          |                               |          |
| Japan              | Miharu Hirano         | ✘      | ✘        | ✘        | ✘                     | ✘              | ¹ ²      | ✘        | ✘                           | ✘        | ✘                             | ✘        |
| Filippinerna       | Mokujin               | ✘      | ✘        | ¹        | ¹                     | ✘              | ✘        | ¹        |                             |          |                               | ✘        |
|                    | Nancy-MI847J          | ✘      | ✘        | ✘        | ✘                     | ✘              | ✘        | ✘        | ✘                           | ⁶        | ⁶                             | ✘        |
| Irland             | Nina Williams         |        |          |          |                       |                | ¹        |          |                             |          |                               |          |
| Mexiko             | Ogre                  | ✘      | ✘        | ¹        | ¹                     | ✘              | ✘⁴       | ✘⁴ ⁷     | ✘                           | ✘        | ✘                             | ✘        |
| Kina               | Panda                 | ✘      | ✘        | ¹ ²      | ¹ ²                   | ✘              | ¹ ²      | ¹ ²      |                             |          |                               |          |
| USA                | Paul Phoenix          |        |          |          |                       |                |          |          |                             |          |                               |          |
| Ryssland           | Prototype Jack        | ¹      | ¹        | ✘        | ¹                     | ✘              | ✘        | ✘        | ✘                           | ✘        | ✘                             | ✘        |
| Kanada             | Raven                 | ✘      | ✘        | ✘        | ✘                     | ✘              | ✘        |          |                             |          |                               | ✘        |
| Australien         | Roger                 | ✘      | ¹        | ✘        | ¹                     | ✘              | ✘        | ✘⁴       | ✘⁴                          | ✘        | ✘                             | ✘        |
| Australien         | Roger Jr.             | ✘      | ✘        | ✘        | ✘                     | ✘              | ✘        | ¹        |                             |          |                               | ✘        |
| Ryssland           | Sergei Dragunov       | ✘      | ✘        | ✘        | ✘                     | ✘              | ✘        | ✘        |                             |          |                               |          |
| Storbritannien     | Steve Fox             | ✘      | ✘        | ✘        | ✘                     | ✘              |          |          |                             |          |                               |          |
| Japan              | Tetsujin              | ✘      | ✘        | ✘        | ¹ ²                   | ✘              | ✘        | ✘        | ✘⁵                          | ✘        | ✘                             | ✘        |
| Brasilien          | Tiger Jackson         | ✘      | ✘        | ¹ ²      | ²                     | ✘              | ✘        | ✘        | ✘⁴ ⁵                        | ✘        | ✘                             | ✘        |
| Mexiko             | True Ogre             | ✘      | ✘        | ¹        | ¹                     | ✘              | ✘        | ✘⁶ ⁷     | ✘                           | ✘        | ✘                             | ✘        |
|                    | Unknown               | ✘      | ✘        | ✘        | ¹                     | ✘              | ✘        | ✘        | ✘                           | ✘        | ✘                             |          |
| Bahamas            | Violet                | ✘      | ✘        | ✘        | ✘                     | ✘              | ¹ ²      | ✘        | ✘                           | ✘        | ✘                             |          |
| Kina               | Wang Jinrei           | ¹      | ¹        | ✘        | ¹                     | ✘              | ✘        | ¹        |                             |          |                               | ✘        |
| Japan              | Yoshimitsu            |        |          |          |                       |                |          |          |                             |          |                               |          |
| Iran               | Zafina                | ✘      | ✘        | ✘        | ✘                     | ✘              | ✘        | ✘        | ✘                           |          |                               | ✘        |
|                    |                       |        |          |          |                       |                |          |          |                             |          |                               |          |
|                    | Totalt                | 18     | 25       | 23       | 39                    | 10             | 23       | 33       | 36                          | 41       | 43                            |          |

| Notera                                                                    |
| ------------------------------------------------------------------------- |
| ¹ Olåsbar karaktär.                                                       |
| ² Uppträder som en alternaterande karaktär för en redan spelbar karaktär. |
| ³ Nämns kort i spelet.                                                    |
| ⁴ Gör ett videoframträdande i spelet.                                     |
| ⁵ Uppträder som en modifikation av en redan spelbar karaktär.             |
| ⁶ Ospelbar boss.                                                          |
| ⁷ Spelbar i en specifik version av spelet.                                |

- Alex - En dinosaurie med samma fightingstil som Roger. Båda kom till tack vare doktor Boskonovich men olikt Roger så är Alex bara med i Tekken 2 och Tekken Tag.
- Angel - Representerar Kazuyas goda sida men hon misslyckades med att rädda Kazuya som nu är besatt av Devil.
- Alisa Bosconovitch - En cyborg gjort av Dr. Bosconovitch. Hon och Lars Alexandersson är de nya karaktärerna i Tekken 6: Bloodline Rebellion.
- Anna Williams - Negligerad av sin far, lärde sig aikido av sin mor. Skyller sin fars död på sin rival och syster Nina Williams.
- Armor King - King I & II:s mentor och tränare. Vän med Jinpachi, Heihachi och Wang. Mördades av Marduk strax innan den fjärde turneringen men lyckades på något sätt återuppstå i det senaste det spelet Tekken 5: Dark Resurrection.
- Asuka Kazama - Hon är antagligen kusin eller möjligen moster till släktingen Jin Kazama och har tagit över Juns plats i Tekken efter denne avlidit. Hon delar i stort sett hela sin kampstil med Jun och har antagligen samma övernaturliga förmåga att avvisa ondska som sin avlidne släkting.
- Azazel - Bossen i Tekken 6. Skiftar färg till röd/orange när han har väldigt lite hälsa kvar. En guld-Azazel finns, men har aldrig hittats.
- Baek Doo San - Hwoarangs mentor. Han antogs precis som så många andra ha blivit dödad av Ogre men kom till slut tillbaka i Tekken 5 för att disciplinera sin forne lärjunge.
- Bob - Ny karaktär i Tekken 6.
- Dr. Bosconovitch - Endast med i playstationversionen Tekken 3 som spelbar karaktär. Vän med Yoshimitsu som han har konverterat till cyborg. I spinoffspelet Nina: Death by Degrees avslöjades det att Bosconovitchs förnamn var Geppetto och han verkar vara den enda som har all information om Ogre.
- Bruce Irvin - Muay Thai fighter och livvakt åt Kazuya i Tekken 2. Efter Tekken 2 så lämnade Bruce Mishima Zaibatsu, men hans plan hem störtade och han antogs vara död. Vissa gjorde kopplingar till Bryan Fury som ersatte Bruce i Tekken 3 men båda återvände som separata karaktärer i Tekken Tag och senare även i Tekken 5 för att göra slut på ryktena.
- Bryan Fury - Bryan var polis men Lei Wulong avslöjade att han hade kopplingar till droglangare. Bryan dödades i en skottlossning i Hong Kong, men räddades av Dr. Abel som konverterade Bryan till en cyborg. Bosconovitch & Yoshimitsu räddade honom efter Tekken 4 när Bryans cybernetiska motor höll på att kollapsa, som tack dödade Bryan hela Yoshimitsus klan och har haft en hämndlysten mekanisk ninja efter sig sedan dess.
- Christie Montiero - Hennes farfar tränade Eddy medan han satt i fängelse och Eddy i sin tur tränade Christie när han kom ut. I Tekken 4 letar hon efter och hittar till slut Eddy som lämnat henne plötsligt och i Tekken 5 försöker hon vinna pengar till en operation som kan rädda livet på hennes döende farfar.
- Combot - En robot som härmar andras fightingstilar på ett sätt som påminner om Mokujin, men Combot kan bara härma en stil per match, inte en per runda. Skapad av Lee som ett PR-stunt till Tekken 4 men blev skrotad kort efteråt.
- Craig Marduk - Kings rival i Tekken 4 och 5 efter att ha mördat dennes mentor Armor King. Han är en före detta Vale Tudo mästare men åkte i fängelse efter att ha dödat Armor King i ett vredesutbrott som var knutet till en mindre skandal.
- Devil - Kazuyas onda sida som är spelbar i Tekken 2 och Tekken Tag. I Tekken 4 och framåt så är båda en och samma hela tiden.
- Devil Jin - Jins onda sida och en miniboss i Tekken 5.
- Dragunov - Ny karaktär till Tekken 5: Dark Resurrection. Han är en hemlig agent från Ryssland som fått i uppdrag att fånga in Devil Jin, men han lyckas inte lokalisera sitt mål.
- Eddy Gordo - Hans far blev mördad av gangstrar och ställer upp i Tekken 3 för att komma åt dem, tränar upp Christie några månader innan Tekken 4 som han inte deltar i, men återvänder som en separat karaktär i Tekken 5: Dark Resurrection.
- Feng Wei - Skadade Asukas far när han förstörde dennes dojo och besegrade alla där. Han går med i Tekken 5 för han letar efter de hemliga Shinkenrullarna som Heihachi ska ha stulit för länge sedan.
- Forest Law - God vän med Paul, som tipsades av Paul om Iron Fist Tournament 3 då Marshall inte ville ställa upp. Han ersatte pappan Marshall i Tekken 3 och Tekken Tag men har inte synts till sedan dess. Baserad på Bruce Lee.
- Ganryu - Kazuyas forne livvakt och sumobrottare. Kär i Michelle och Julia och gör vad som helst för att vinna deras gunst trots att de ständigt missar hans kärleksförklaringar totalt.
- Gon - Han är baserad på en japansk seriefigur och är endast med i playstationversionen av Tekken 3. Han är den minst populära karaktären.
- Heihachi Mishima - Far till Kazuya och en av Tekkens huvudpersonen, det är han som grundade Tekken (King of the Iron Fist Tournament) och är en av de få karaktärer som varit med i varje spel hittills.|
- Hwoarang - Baek Doo Sans elev och rival med Jin. Han är på flykt från Sydkoreas arme efter att ha deserterat men har fortfarande tid att ställa upp i turneringar. Han förlorade för första gången mot Jin och har begärt flera rematches sedan dess. Kallas av många spelare för Bob, för att många hade problem med att uttala och stava hans namn.
- Jack - Robot byggd av Sovjetunionen och precis som de andra Jackrobotarna deltog han enbart i en turnering där han sändes för att döda Kazuya. Rival till Prototype Jack i Tekken 1.
- Jack-2 - En uppgraderad version av den första Jackroboten, som gick med i Tekken 2. Denna version är skapad av Mishima Zaibatsu som planerar att använda den till att bygga en arme med robotar. I slutändan vill han av någon anledning skydda Jane, en föräldralös flicka som han hittar före Tekken 2. Rival till Prototype Jack precis som sin föregångare.
- Gun-Jack - En ombyggd Jack-2 som skapades av Jane efter att Dr Abel förstörde den förra. När Jane och Gun-Jack försökte bryta sig in i Mishima Zaibatsu så slutade Gun-Jack fungera efter att ha skyddat sin skapare från en skottlossning.
- Jack-5 - Jane lyckades uppgradera Gun Jack till Jack-4 som dock aldrig deltog i någon turnering utan massproducerades av G Corporation. Efteråt började hon jobba på den nya Jack-5 modellen till sig själv som dock inte återfår sina minnen förrän efter turneringen.
- Jin Kazama - En av Tekkens huvudpersoner ända sedan sin debut i trean, han ryktas ofta ha en romans med Ling Xiaoyu men hittills har han inte visat mer intresse än att vara en lite flyktig vän till henne.
- Jinpachi Mishima - Heihachis far som är besatt av en ond demon som ger honom övernaturliga krafter och förlängt liv i utbyte mot hans själ. Jinpachi är boss i Tekken 5 och återkommer som en spelbar, men knappast balanserad, karaktär i PS3-versionen Tekken 5: Dark Resurrection.
- Julia Chang - Adopterad av Michelle och en miljöaktivist som passionerat försöker rädda skogarna i sitt hemland från att bli öken i alla spel hittills. Hon ersatte Michelle i Tekken 3 och har gjort det i alla spel sedan dess förutom Tekken Tag där båda är med.
- Jun Kazama - En agent med specialområdet att stoppa illegal smuggling av djur som blev inblandad med Kazuya och blev på så vis mor till Jin. Hon blev dödad av Tenshin (Ogre) strax före Tekken 3. Jun och Kazuya träffades i ung ålder, då Kazuya erbjöd att döda djuret som dödat en kanin som Jun sörjde. Detta kan ses i Tekken: The Motion Picture.
- Kazuya Mishima - En av Tekkens mest kända personligheter då han är far till Jin Kazama och son till Heihachi Mishima. Kazuya har bråkat med sin far ända sedan barnsben och blev till slut nerslängd i en vulkan av Heihachi i Tekken 2. Flera år senare blir han återupplivad av G Corporation och har sedan dess tagit kontrollen över Devil som huserar i hans kropp vilket har bildat ett slags symbiosförhållande.
- King I - Var med i Tekken 1 & 2. Mexikansk brottare och präst som bär en jaguarmask som ger honom övernaturlig styrka. Hans dröm var att starta ett barnhem och hjälpa gatubarn men han avled efter att ha blivit attackerad av Ogre strax före Tekken 3. Vän och Armor King och King II:s mentor.
- King II - Ett av barnen på barnhemmet tog över Kings roll efter hans död. Blev tränad av Armor King och svor att hämnas dennes död. Han verkar dock ha kommit över sitt hämndbegär på senare tid och har låtit bli att döda Marduk vid minst ett tillfälle.
- Kuma - Kuma är en ovanligt intelligent björn som är med i Tekken 1 och 2. Han är Pauls rival tills han dör i Tekken 2 och ersätts av en yngre version i Tekken 3.
- Kuma Jr. - I stort sett samma karaktär med lite mer komisk design. Precis som den förra Kuma är även denna Pauls rival och vän med Heihachi. Han är kär i Panda som hittills ignorerat honom så gott hon kunnat.
- Kunimitsu - Hon var en gång medlem i Yoshimitsus klan men efter att ha förrått den har de blivit ärkefiender. Hon tros ha blivit dödad av antingen Yoshimitsu eller Ogre någonstans mellan Tekken 2 och 3 men det är bara spekulation.
- Lars Alexandersson - Den enda svenska karaktären i Tekken-historien. Ättling till Heihachi Mishima. Lars jobbade åt Jin Kazama i Tekken 6.
- Lee Chaolan - Adopterad av Heihachi, från Kina efter denne sett honom i ett slagsmål och alltså adoptivbror till Kazuya. Heihachi tänkte att Lee kunde bli hans arvtagare men så blev det inte. Lee startade istället ett eget företag som han drev i många år innan han fick lust att slåss igen.
- Lei Wulong - En detektiv från Hong Kong som är rival med bl.a. Bryan Fury och Nina Williams då han försökt arrestera båda vid olika tillfällen. Baserad på Jackie Chan.
- Ling Xiaoyu - Fans tror att hon är kär i Jin, men han verkar inte ha samma känslor för henne. Wang Jinrei har tränat henne och hon är bästa kompis med Miharu och Panda. Hon var tills nyligen på relativt god fot med Heihachi, gillar nöjesfält och vill bygga ett eget i Japan.
- Lili - En rikemansflicka som nyligen kom fram till att hon njuter av att slåss och kombinerar danslika rörelser med förödande kampsportstekniker. Vill helst göra sin pappa glad fast han ogillar våld.
- Marshall Law - Drev en kamsportsdojo i Tekken 1 som förstördes av Baek, han återuppbyggde den i Tekken 2 men ville senare bli kock och driva en egen restaurangkedja. Efter många år så gick den i konkurs och efter att ha nästan vittrat bort så piskade Marshall sig själv i form när en ny Tekkenturnering (fjärde) dök upp. Han har haft problem med det finansiella ända sedan dess och slåss mest för pengar just nu. Sonen Forest och kompisen Paul har båda en tendens att göra livet svårt för Marshall. Baserad på Bruce Lee.
- Michelle Chang - En indianflicka som deltog i de första två Tekkenturneringarna på grund av Mishimas som varit plågoandar för hela hennes familj. Numera har hon dock tagit ett par steg tillbaka och låter adoptivdottern sköta slagsmålet.
- Miharu Hirano - Klasskompis och bästa vän med Ling Xiaoyu, spelbar gästkaraktär i Tekken 4 precis som Eddy.
- Mokujin - En trädocka som får liv genom Ogre i Tekken 3 och Jinpachi i Tekken 5. Mokujin härmar andra karaktärers stilar och bytar i varje runda vilket gjort att denna karaktär endast bemästras fullt ut av riktiga Tekkenexperter.
- Nina Williams - Lönnmördare som blev nedfryst i 15 år som en del av ett experiment, när hon vaknade upp strax innan Tekken 3 hade Nina dock inga minnen kvar av sitt forna liv. Hon har fortfarande inte fått tillbaka dem i Tekken 5 men har fått reda på att hon har en son, Steve Fox, som blev till genom ett experiment under tiden hon var nedfryst. En av de få karaktärerna som deltagit i varje Tekkenturnering utan att dö eller ha blivit ersatt. Hon jobbar för Jin Kazama
- Nancy-MI847J - Bonusbossen i Tekken 6. Man möter honom innan man möter Jin Kazama. Nancy har tio gånger mer hälsa än alla andra. Man behöver inte att vinna mot Nancy för att fortsätta. Spelbar i Scenario Campaign.
- Ogre - Tenshin eller "God of Fighting" som lever på att döda kampsportsutövare och absorbera deras själar för att bli starkare.
- True Ogre - Tenshins (Ogres) sanna form som kan växa till att bli lika stor som ett hus.
- Panda - Vän och livvakt till Ling Xiaoyu. Den nuvarande Kuma är kär i henne men Panda ignorerar honom så gott hon kan.
- Paul Phoenix - En populär karaktär som varit med från början och gästat samtliga spel. Hans huvudsakliga rival är Kuma och han är polare med både Marshall och Forest Law även om han har ovanan att försätta dem i knipa. Försökte senast utmana rymdvarelser efter att ha tagit en paus från fighting ett tag.
- Prototype Jack - Även känd som P. Jack och skapad av Heihachi för att förinta Jack 1 och Jack 2 i den första och respektive andra Tekkenturneringen. Den enda Jackroboten som varit med i mer än en turnering (Tag räknas inte) även om han numera är skrot.
- Raven - Hemlig agent. Har många likheter med skådespelaren Wesley Snipes, särskilt i hans roll som vampyrjägaren Blade, men Namco hävdar bestämt att det bara är en ren slump. Symbolen på hans arm är en symbol för "Döden"
- Roger - En känguru, med i Tekken 2 och Tekken Tag. Skapad av Dr Bosconovitch. Far till Roger Jr.
- Roger Jr. - Hänger med sin mor till Tekken 5 för att rädda sin far men upptäcker att han har blivit "kidnappad" bara för att kunna se på TV i resten av sitt liv. Roger Jr är den lilla kängurun som sitter i mammans, vars namn är okänt, pung.
- Steve Fox - Son till Nina. Fader okänd, Steves namn var från början brittiska Dean Earwicker, men Namco ändrade det till det nuvarande namnet efter att ha fått negativ feedback.
- Tetsujin - En metallversion av Mokujin.
- Tiger Jackson- Endast med i Tekken 3 som ett alter ego till Eddy.
- Unknown - Slutbossen i Tekken Tag. Ryktas vara Jun Kazama besatt av en slags vargdemon. Som Mokujin och Tetsujin, Unknown mimar samma fightingstil som sin motståndare, men hon börjar alltid med Jun Kazamas fightingstil, som ledde till rykten att hon var Jun Kazama. Unknown dödas på bara ett sätt: Du måste få hela det röda (som man får om man blir sparkad eller slagen) att få slut. Om det kommer inte tills det hela kommer hon att självläka.
- Violet - Lee går med i Tekken 4 under detta alias. Han klär ut sig med solglasögon och lilafärgat hår.
- Wang Jinrei - Vän med Jinpachi och Armor King. Troddes vara död efter Tekken 2, men gjorde comeback i Tekken 5 där han är runt 100 år gammal. Tränade Lee ett tag och övertygade honom om att ta försöka över Mishima Zaibatsu. Av någon anledning använder han nästan enbart attacker som han delar med spelens kvinnliga karaktärer, samt ett fåtal helt egna moves.
- Yoshimitsu - Ledaren för en slags ninjaklan med Robin Hood liknande aspirationer tills denne blev brutalt slaktad av Bryan Fury. Yoshimitsu var mänsklig i Tekken 1 men fick armen avhuggen och ersatt av en mekanisk arm i Tekken 2 innan han genomgick en helkroppskonvertering för att bli cyborg i Tekken 3. En av de få karaktärer som hittills varit med i varje spel.
- Zafina - Ny karaktär i Tekken 6. Försöker att stoppa Azazel, som Julia Chang försöker i samma spel.

### Ospelbara figurer
- Kasumi Mishima - Heihachis fru, dog kort efter att Kazuya föddes.
- Richard Williams - Far till Nina och Anna, lärde de Aikido. Var medlem i den irländska maffian.
- Jane - En ung föräldralös flicka som blir räddad av Jack-2.
- Dr. Abel - Är en galen vetenskapsman som förstörde Jack-2, Bosconovitchs rival.
- Ho Chi Myong - Christies farfar, Eddys tränare, mästare på Capoeira. Dog antagligen i Tekken 6.
- Willy Williams - Pauls stora idol. Efter att Paul såg Willy besegra en grizzlybjörn i en match blev han Pauls idol.
- Shinken (Godfist) - Feng Weis tränare som blir brutalt mördad av Feng strax innan den femte turneringen.
- Mr. Doo San - Baek Doo Sans pappa. Dog av misstag när han tränade med Baek. Kan ses i två av Baeks slutfilmer.
- Jinpachi Mishima är Heihachis far och slutbossen i Tekken 5